# Virtuell miljö

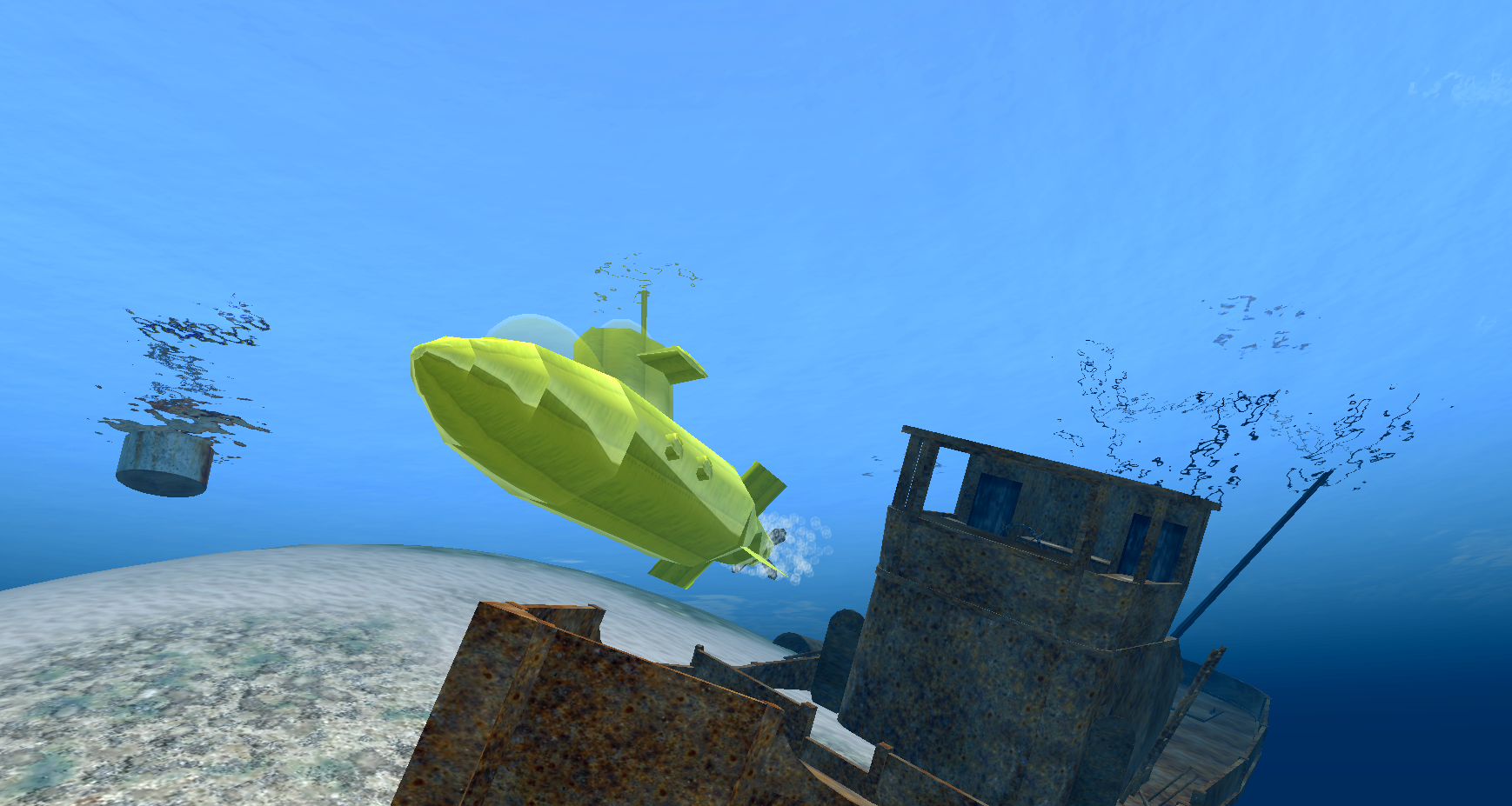
En gul ubåt skapad i spelet Second Life.

En virtuell miljö (eller virtual world, massively multiplayer online world (MMOW)) är en datorbaserad simulerad miljö som befolkas av många användare som kan skapa en personlig avatar och samtidigt samt oberoende utforska den virtuella världen, delta i dess verksamhet och kommunicera med andra. Dessa avatarer kan vara textbaserade, 2D eller 3D grafiska representationer, eller live video avatarer med auditiva- och beröringsförnimmelser. Generellt tillåter en virtuell miljö många användare.